# کالوم فری
کالوم فری (انگلیسی: Calum Ferrie؛ زادهٔ ۱۶ ژوئن ۱۹۹۸) بازیکن فوتبال اهل انگلستان است.
از باشگاه‌هایی که در آن بازی کرده‌است می‌توان به باشگاه فوتبال گرزلی اشاره کرد.